# Neptunia (Uruguay)
Neptunia est une station balnéaire uruguayenne du département de Canelones, rattachée à la municipalité de Salinas.

## Localisation
Neptunia se déploie au sud du département de Canelones, sur les rives du Rio de la Plata à l'est de l'embouchure de la rivière Pando. Située au kilomètre 36 de la ruta Interbalnearia, elle constitue la première station balnéaire de la Costa de Oro, séparée de la ville de Ciudad de la Costa à l'ouest par la rivière Pando et bordée à l'est par la station de Pinamar.
La zone comprise entre la rivière Pando et l' arroyo Tropa Vieja est connue sous le nom de Remanso de Neptunia.

## Population
| 1963 | 1975 | 1985 | 1996  | 2004  | 2011  |
| ---- | ---- | ---- | ----- | ----- | ----- |
| 74   | 368  | 743  | 2 050 | 3 554 | 4 774 |

## Source
- (es) Cet article est partiellement ou en totalité issu de l’article de Wikipédia en espagnol intitulé « Neptunia » (voir la liste des auteurs).